# Bathyphantes pogonias
Bathyphantes pogonias là một loài nhện trong họ Linyphiidae.
Loài này thuộc chi Bathyphantes. Bathyphantes pogonias được Wladislaus Kulczynski miêu tả năm 1885.